# Théophile Lemonnier
Théophile Lemonnier né à Rennes le 27 février 1901 où il est mort le 28 mai 1986 est un peintre, dessinateur et graveur français.

## Biographie
Né dans un milieu aisé, le père de Théophile Lemonnier est un pharmacien et poète. Il est admis à l'école des beaux-arts de Rennes dans l'atelier de Pierre Galle, qui deviendra un ami, et y obtient le prix du Ministre en 1922. En 1923, il entre dans l'atelier de Lucien Simon (1861-1945) à l'École des beaux-arts de Paris, où il reste jusqu'en 1925. Cette même année, il devient sociétaire de la Société nationale des beaux-arts.
Il est professeur d'anatomie  à l'école des beaux-arts de Rennes pendant la Seconde Guerre mondiale et en deviendra le directeur en 1948. 

## Engagement nationaliste breton
Dessinateur, peintre et graveur, militant du Groupe régionaliste breton sous le pseudonyme de « Gourlann », il dessine le titre de la revue Breiz Atao, à laquelle il collabore, et sympathise avec Florian Le Roy qui préfacera ses deux recueils de bois gravés. Il crée en 1931 la couverture de la revue La Nation bretonne.

## Œuvres
Il parcourt toute la Bretagne, dont il peint par tous les paysages par tous les temps. Il réalise notamment Maisons de paludiers à Saillé, Effet le matin à Vieux-Vy-sur-Couesnon ou encore Un barbier de village en Haute-Bretagne (localisation inconnue)[réf. nécessaire].

### Gravures, affiches et illustrations
Au cours de sa carrière, Théophile Lemonnier a réalisé un grand nombre de xylographies. Il représente les types et costumes bretons (sonneurs, brodeurs, paysans), mais également des vues des vieux quartiers de Rennes. En 1931, vingt planches seront tirées sur papier japon et commercialisées sous le titre Vieilles cours et Vieux toits de Rennes (40 exemplaires signés) avec une préface de Florian Le Roy.
Dans le paysage de la xylographies de l'entre-deux-guerres, le style de Théophile Lemonnier présente une réelle originalité, du fait de son austérité et de son âpreté. Il utilise principalement la taille blanche pour détacher ses figures d'un fond sombre. Ce procédé, proche de l'art expressionniste, s'accorde avec ses sujets misérabilistes, dans lesquels il dépeint des paysans harassés par le travail ou des mendiants. 
Par ailleurs, Théophile Lemonnier produit des travaux d'illustrations et œuvre comme affichiste. On notera notamment : 
- l'affiche du VIIe centenaire de saint Guillaume 1234-1934, affiche pour la fête de Saint-Brieuc du 2 au 7 octobre 1934 ;
- les illustrations pour La Bretagne touristique, contes et nouvelles dont « L'autre vie » de Roger Vercel ;
- les illustrations qu'il donne pour le périodique nationaliste Breiz Atao sous le pseudonyme de Gourlann ;
- la couverture de La Nation bretonne, en 1931.

### Peintures murales
- Rennes: rideau de scène du théâtre de la ville en 1934. Ainsi que le décor pour le cinéma : Le Français à Rennes.
- Saint-Brieuc: La Poésie, Les Lettres, La Philosophie, L'Histoire, La Géographie, Les Sciences, La Chimie, La Physique et Les Arts, 1938, peintures murales, Saint-Brieuc, coupole de la rotonde du lycée Ernest-Renan[4].
- Fougères, ancienne chapelle du lycée Jean-Guéhénno[5], ancien hospice de la Chesnardière :
  - Saint-Louis, fresque dans une niche latérale, environ 7 mètres de hauteur, 47 m2 ;
  - La Vierge, fresque dans une seconde niche latérale, environ 7 mètres de hauteur, 47 m2 ;
  - Chemin de croix de 14 stations, fresque. L'ensemble fut achevé le 25 août 1939[6].

### Œuvres dans les collections publiques
- Quimper, musée départemental breton : fonds de xylographies, dont Mendiants bretons, 1925-1930, et Paysan devant un tas de foin, 1930[1].
- Rennes :
  - musée des Beaux-Arts : fonds d'œuvres.
  - musée de Bretagne[7]:
    - Autoportrait, fusain rehaussé de pastel blanc, 56,5 × 44,8 cm[8] ;
    - Merlin et Viviane, 1933, fusain, dessin préparatoire pour le rideau du théâtre de Rennes[9].

## Salons et expositions

### Salons
- Salon de Société nationale des beaux-arts :
  - 1928 : Le Peintre à la campagne ;
  - 1930 : La Grande Brière en automne.

### Expositions
- 1925 : galerie Muller, Rennes, La Première bolée.
- 1926 : 32e exposition de l'Association artistique de Bretagne à Rennes : Un barbier de village en Haute-Bretagne.
- 1929 : Association artistique de Bretagne à Rennes, L'étang le matin ;  Vallée de Rochefort-en-Terre.
- 1931 : cinquantenaire de l'école des beaux-arts de Rennes, Le Barbier de village ; Cour de ferme au pays du sel.
- 1933 : Association artistique de Bretagne à Rennes.
- 1934 : Association artistique de Bretagne à Rennes : Hiver en Sologne.
- 1935 :
  - Rennes, hall de Ouest-Éclair : Église du Tiercent ; Matin sur la rivière ; Marais salants.
  - Association artistique de Bretagne à Rennes : Cour de ferme en Bretagne.
- 1936 : Association artistique de Bretagne à Rennes, La Vallée du Couesnon à Vieux-Vy.
- 1937 : Paris, pavillon de Bretagne de l'Exposition universelle de 1937, décors du hall des activités. Neuf autres peintres figurent à ses côtés dont Louis Garin et Jean Bouchaud[10]

## Récompenses
- 1949 : prix Bernheim pour l'ensemble de son œuvre.

## Réception critique
- « Ses peintures sur le motif parlent d'elles-mêmes : de la couleur avant toute chose, au point de dissoudre les formes, une touche alerte pour cueillir un nuage, fixer un reflets sur l'eau, restituer toutes les nuances de vert lorsque les arbres frissonnent sous la brise. » — Gwénaëlle de Carné[11]

## Élèves notables
- Joseph Archepel (né en 1925), vitrailliste, de 1941 à 1944.
- Geoffroy Dauvergne (1922-1977), de 1941 à 1944.
- Roland Guillaumel (1926-2014).
- Roger Marage (1922-2012), graveur, de 1941 à 1944

## Iconographie
- Pierre Galle, Portrait de Théophile Lemonnier, vers 1940, pastel sur papier, 64,7 × 50 cm, musée des Beaux-Arts de Rennes[12].
- Théophile Lemonnier, Autoportrait, fusain rehaussé de pastel blanc, avec mise au carreau rouge sur papier, 56,5 × 44,8 cm, musée des Beaux-Arts de Rennes[13].